# El Acebrón
El Acebrón – gmina w Hiszpanii, w prowincji Cuenca, w Kastylii-La Mancha, o powierzchni 22,11 km². W 2011 roku gmina liczyła 266 mieszkańców.